# Kanton Sarralbe
Der Kanton Sarralbe ist seit 1790 ein französischer Wahlkreis in den Arrondissements Forbach-Boulay-Moselle und Sarreguemines, im Département Moselle und in der Region Grand Est (bis 2015 Lothringen). Sein Hauptort ist Sarralbe.

## Geschichte
Der Kanton wurde am 15. Februar 1790 im Zuge der Einrichtung der Départements als Teil des damaligen „Distrikts Sarreguemines“ gegründet. 1801 kam er zum neuen Arrondissement Sarreguemines. Von 1871 bis 1919 sowie von 1940 bis 1944 gab es keine weitere Untergliederung des damaligen „Kreises Forbach“. Ab 2000 gehörte der Kanton wieder zum Arrondissement Sarreguemines. Bis 2015 gehörten 14 Gemeinden zum Kanton Sarralbe. Mit der Neuordnung der Kantone in Frankreich stieg die Zahl der Gemeinden 2015 auf 48. Die Gemeinde Willerwald wechselte zum Kanton Sarreguemines. Zu den verbleibenden Gemeinden des alten Kantons kamen alle 31 Gemeinden des bisherigen Kantons Grostenquin sowie Grundviller, Guebenhouse, Loupershouse, und Woustviller aus dem Kanton Sarreguemines-Campagne hinzu.

## Geografie
Der Kanton liegt quer in der Mitte des Départements Moselle.

## Gemeinden
Der Kanton besteht aus 48 Gemeinden mit insgesamt 32.761 Einwohnern (Stand: 1. Januar 2022) auf einer Gesamtfläche von 402,00 km²:
| Gemeinde                | Mundart Patois            | Deutsch                        | Einwohner (2022) | Fläche (km²) | Code Postal | Code INSEE | Arrondissement         |
| ----------------------- | ------------------------- | ------------------------------ | ---------------- | ------------ | ----------- | ---------- | ---------------------- |
| Altrippe                | Altrippe                  | Altrip                         | 368              | 4,88         | 57660       | 57014      | Forbach-Boulay-Moselle |
| Baronville              | Baironvelle               | Baronweiler                    | 369              | 6,18         | 57340       | 57051      | Forbach-Boulay-Moselle |
| Bérig-Vintrange         | –                         | Berg-Wintringen                | 213              | 8,52         | 57660       | 57063      | Forbach-Boulay-Moselle |
| Biding                  | Bidinge/Biedingen         | Biedingen/Büdingen Kr. Forbach | 339              | 6,72         | 57660       | 57082      | Forbach-Boulay-Moselle |
| Bistroff                | Bischtroff                | Bischdorf                      | 312              | 19,28        | 57660       | 57088      | Forbach-Boulay-Moselle |
| Boustroff               | Bouschtrof                | Buschdorf                      | 152              | 3,47         | 57380       | 57105      | Forbach-Boulay-Moselle |
| Brulange                | –                         | Brülingen                      | 99               | 5,85         | 57340       | 57115      | Forbach-Boulay-Moselle |
| Destry                  | Dèhhry                    | Destrich                       | 110              | 6,93         | 57340       | 57174      | Forbach-Boulay-Moselle |
| Diffembach-lès-Hellimer | Difebach-Hellmer          | Diefenbach bei Hellimer        | 361              | 5,79         | 57660       | 57178      | Forbach-Boulay-Moselle |
| Eincheville             | Enschwiller               | Enschweiler                    | 223              | 6,78         | 57340       | 57189      | Forbach-Boulay-Moselle |
| Ernestviller            | Ernschtwiller             | Ernstweiler                    | 506              | 4,44         | 57510       | 57197      | Sarreguemines          |
| Erstroff                | Erschtroff                | Ersdorf                        | 189              | 5,05         | 57660       | 57198      | Forbach-Boulay-Moselle |
| Frémestroff             | Fremeschtroff             | Fremersdorf                    | 304              | 5,51         | 57660       | 57237      | Forbach-Boulay-Moselle |
| Freybouse               | Frejbuse/Frejbuss         | Freibuss                       | 428              | 5,87         | 57660       | 57239      | Forbach-Boulay-Moselle |
| Gréning                 | Greninge/Grininge         | Greningen                      | 112              | 2,78         | 57660       | 57258      | Forbach-Boulay-Moselle |
| Grostenquin             | Tänchen/Grosstänsche      | Grosstänchen                   | 620              | 21,77        | 57660       | 57262      | Forbach-Boulay-Moselle |
| Grundviller             | Grendwiller               | Grundweiler                    | 661              | 6,27         | 57510       | 57263      | Sarreguemines          |
| Guebenhouse             | Gewehuuse                 | Gebenhausen                    | 415              | 4,46         | 57510       | 57264      | Sarreguemines          |
| Guessling-Hémering      | Gessling-Hemering         | Gesslingen-Hemeringen          | 924              | 10,06        | 57380       | 57275      | Forbach-Boulay-Moselle |
| Harprich                | Harprich                  | Harprich                       | 186              | 8,78         | 57340       | 57297      | Forbach-Boulay-Moselle |
| Hazembourg              | Hasebursch                | Hassenburg                     | 155              | 1,72         | 57430       | 57308      | Sarreguemines          |
| Hellimer                | Hellmer                   | Hellimer                       | 517              | 10,42        | 57660       | 57311      | Forbach-Boulay-Moselle |
| Hilsprich               | Hilschprich               | Hilsprich                      | 840              | 10,34        | 57510       | 57325      | Sarreguemines          |
| Holving                 | Holwinge                  | Holvingen                      | 1.265            | 10,75        | 57510       | 57330      | Sarreguemines          |
| Kappelkinger            | Kappelkinger              | Kappelkinger                   | 421              | 8,58         | 57430       | 57357      | Sarreguemines          |
| Kirviller               | Kirwiller                 | Kirweiler                      | 140              | 2,54         | 57430       | 57366      | Sarreguemines          |
| Landroff                | Landroff                  | Landorf                        | 268              | 7,73         | 57340       | 57379      | Forbach-Boulay-Moselle |
| Laning                  | –                         | Lanningen                      | 601              | 6,71         | 57660       | 57384      | Forbach-Boulay-Moselle |
| Lelling                 | –                         | Lellingen                      | 460              | 4,92         | 57660       | 57389      | Forbach-Boulay-Moselle |
| Le Val-de-Guéblange     | Gewlingedal/Geblingerdahl | Geblingen                      | 798              | 19,08        | 57430       | 57267      | Sarreguemines          |
| Leyviller               | Leiwiller                 | Leyweiler                      | 506              | 7,25         | 57660       | 57398      | Forbach-Boulay-Moselle |
| Lixing-lès-Saint-Avold  | Lixinge                   | Lixingen                       | 672              | 6,32         | 57660       | 57409      | Forbach-Boulay-Moselle |
| Loupershouse            | Lupperschhuse             | Lupershausen                   | 899              | 7,73         | 57510       | 57419      | Sarreguemines          |
| Maxstadt                | Maxstadt                  | Maxstadt                       | 296              | 7,91         | 57660       | 57453      | Forbach-Boulay-Moselle |
| Morhange                | Märchinge                 | Mörchingen                     | 3.347            | 15,38        | 57340       | 57483      | Forbach-Boulay-Moselle |
| Nelling                 | Nellinge                  | Nellingen                      | 262              | 7,4          | 57670       | 57497      | Sarreguemines          |
| Petit-Tenquin           | Klä-Tenschen/Klän Tensche | Kleintänchen                   | 216              | 4,88         | 57660       | 57536      | Forbach-Boulay-Moselle |
| Puttelange-aux-Lacs     | Pittlinge                 | Püttlingen                     | 3.058            | 16,66        | 57510       | 57556      | Sarreguemines          |
| Racrange                | Rakringe                  | Rakringen                      | 620              | 7,16         | 57340       | 57560      | Forbach-Boulay-Moselle |
| Rémering-lès-Puttelange | Remringe                  | Remeringen                     | 1.034            | 9,24         | 57510       | 57571      | Sarreguemines          |
| Richeling               | Rischelinge               | Richlingen                     | 348              | 4,21         | 57510       | 57581      | Sarreguemines          |
| Saint-Jean-Rohrbach     | Gehonns-Roerboch          | Johannsrohrbach                | 963              | 12,19        | 57510       | 57615      | Sarreguemines          |
| Sarralbe                | Alwe                      | Saaralben                      | 4.386            | 27,29        | 57430       | 57628      | Sarreguemines          |
| Suisse                  | –                         | Sülzen                         | 95               | 5,03         | 57340       | 57662      | Forbach-Boulay-Moselle |
| Vahl-Ebersing           | Ebersinge                 | Vahl-Ebersing                  | 497              | 6,29         | 57660       | 57684      | Forbach-Boulay-Moselle |
| Vallerange              | –                         | Walleringen                    | 211              | 6,64         | 57340       | 57687      | Forbach-Boulay-Moselle |
| Viller                  | Willer                    | Weiler                         | 173              | 7,27         | 57340       | 57717      | Forbach-Boulay-Moselle |
| Woustviller             | Wuschwiller               | Wustweiler                     | 2.822            | 10,97        | 57915       | 57752      | Sarreguemines          |
| Kanton Sarralbe         | Alwe                      | Saaralben                      | 32.761           | 402,00       | -           | -          | -                      |

Bis zur landesweiten Neuordnung der französischen Kantone im März 2015 gehörten zum Kanton Sarralbe die 14 Gemeinden Ernestviller, Le Val-de-Guéblange, Hazembourg, Hilsprich, Holving, Kappelkinger, Kirviller, Nelling, Puttelange-aux-Lacs, Rémering-lès-Puttelange, Richeling, Saint-Jean-Rohrbach, Sarralbe (Hauptort) und Willerwald. Sein Zuschnitt entsprach einer Fläche von 140,75 km2. Er besaß vor 2015 einen anderen INSEE-Code als heute, nämlich 5728.

## Bevölkerungsentwicklung
| 1962   | 1968   | 1975   | 1982   | 1990   | 1999   | 2006   | 2012   |
| ------ | ------ | ------ | ------ | ------ | ------ | ------ | ------ |
| 12.566 | 13.550 | 13.935 | 14.683 | 14.759 | 15.133 | 15.908 | 16.204 |

## Politik
Im 1. Wahlgang am 22. März 2015 erreichte keines der vier Kandidatenpaare die absolute Mehrheit. Bei der Stichwahl am 29. März 2015 gewann das Gespann Claude Bitte/Sonya Cristinelli-Fraiboeuf (beide UMP) gegen Eric Bauer/Laura Sanitate (beide FN) mit einem Stimmenanteil von 54,41 % (Wahlbeteiligung:48,88 %).
Seit 1945 hatte der Kanton folgende Abgeordnete im Rat des Départements:
| Vertreter im conseil général (1) des Départements | Vertreter im conseil général (1) des Départements | Vertreter im conseil général (1) des Départements                 |
| Amtszeit                                          | Name                                              | Partei                                                            |
| ------------------------------------------------- | ------------------------------------------------- | ----------------------------------------------------------------- |
| 1945–1951                                         | unbekannt                                         |                                                                   |
| 1951–1958                                         | François Goldschmitt                              | DVD                                                               |
| 1985–1971                                         | Jean Coumaros                                     | DVD, danach UNR und Union des démocrates pour la République (UDR) |
| 1971–1976                                         | Paul Degott                                       | Union des démocrates pour la République (UDR)                     |
| 1976–1989                                         | André Ziegler                                     | CNI                                                               |
| 1989–2015                                         | Alex Staub                                        | RPR, danach UMP                                                   |
| 2015–                                             | Claude Bitte Sonya Cristinelli-Fraiboeuf          | UMP/LR                                                            |

(1) seit 2015 Departementrat